# Microsite
Als Microsite (bzw. Mikro-Website) bezeichnet man im Webdesign eine schlanke Website mit wenigen Unterseiten und geringer Navigationstiefe innerhalb eines größeren Internet-Auftritts. Die Microsites sind optisch von der eigentlichen Website unabhängig und bilden thematisch und gestalterisch eine eigenständige kleine Internetpräsenz.
Vergleichbar mit dem Dossier in einer Zeitung, behandeln Microsites meist ein Thema oder einen Gegenstand möglichst umfassend. So kann es innerhalb des Online-Angebots eines Fernsehsenders eine Microsite für eine Sendung geben oder auf der Website eines Autoherstellers eine Microsite für ein Automodell. Als Ergänzung zur Hauptpräsenz können Microsites die Besucher gezielter ansprechen und werden daher häufig für Werbe- und Verkaufszwecke genutzt. In diesen Fällen kann die Microsite als Aktionsseite ausgestaltet sein und dient dann als interaktives Bestell- und/oder Informationsinstrument.